# 條背螢
條背螢（学名：Luciola substriata）为螢科熠螢屬下的一个种。